# Eilean Donan

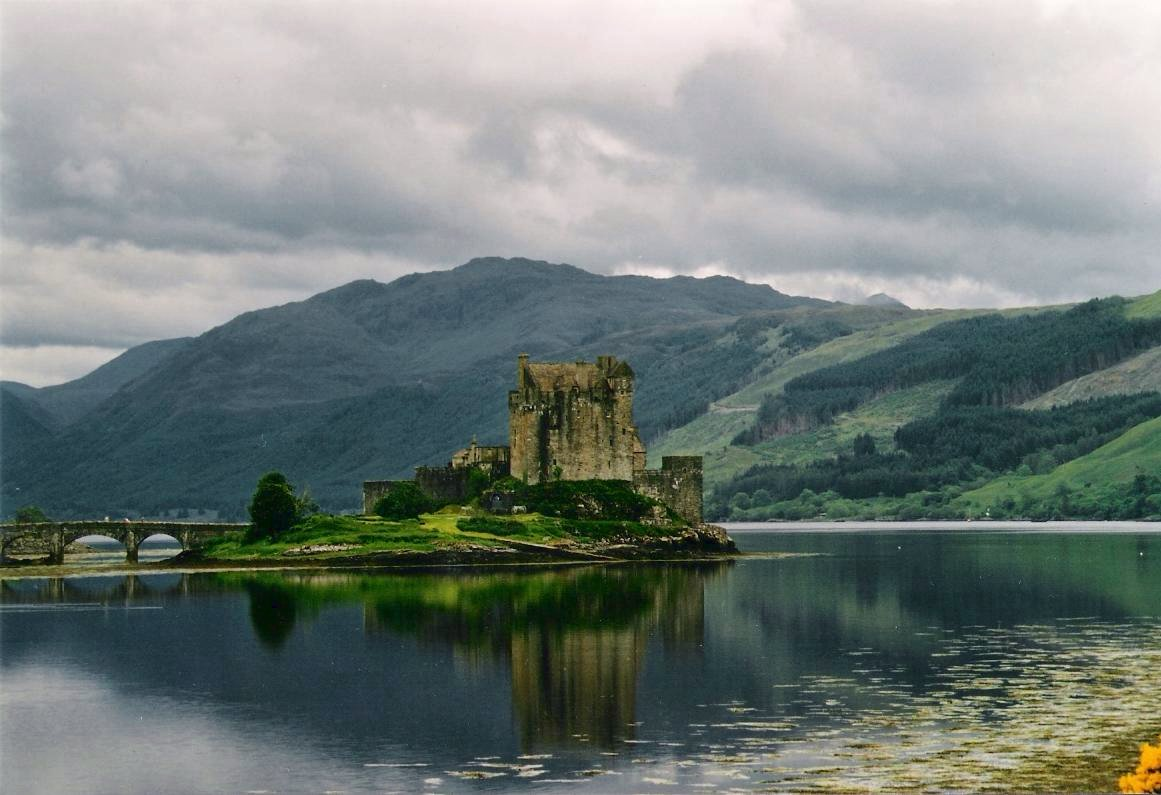
Eilean Donan Castle.

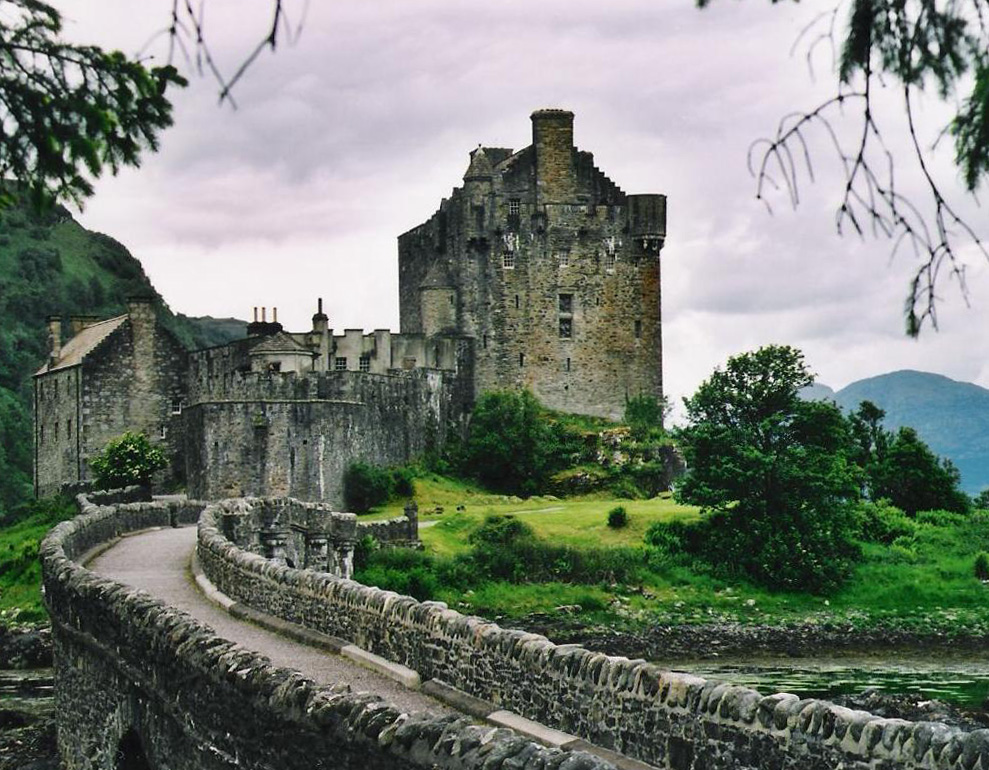
Eilean Donan Castle.

Eilean Donan (ungefär Donans ö på skotsk gaeliska) är en liten ö i Loch Duich, i västra Skottland. Ön är sammanbunden med fastlandet via en bro. Ön är känd för slottet på ön, som heter "Eilean Donan Castle". Ön är uppkallad efter helgonet Donnán of Eigg.
Det första slottet som låg på den här ön uppfördes 1220 av Alexander II, men efter det har slottet blivit förstört av krig och byggts om. Slottet restaurerades mellan 1912 och 1932, till det tillstånd det är i nu.
Slottet förekommer i filmer som Highlander, Bond-filmen Världen räcker inte till, Entrapment och Astrid Lindgrens Mio min Mio. Slottet tillhör klanen MacRae.
År 2001 hade ön en folkmängd på en person.